# Ноциг (Салаж)
Ноциг (рум. Noțig) насеље је у Румунији у округу Салаж у општини Салациг. Oпштина се налази на надморској висини од 217 m.

## Становништво
Према подацима из 2002. године у насељу је живело 640 становника, од којих су сви румунске националности.